# Grünstadt
Grünstadt è una città della Renania-Palatinato, in Germania.

Appartiene al circondario (Landkreis) di Bad Dürkheim (targa DÜW).
Grünstadt, pur non appartenendo ad alcuna comunità amministrativa (Verbandsgemeinde), ospita la sede della comunità amministrativa Verbandsgemeinde Leiningerland.

## Suddivisione amministrativa[2]
Grünstadt si divide in 3 zone, corrispondenti all'area urbana e a 2 frazioni (Ortsteil):
- Grünstadt (area urbana)
- Asselheim
- Sausenheim

## Gemellaggi[3]
- Bonita Springs
- Carrières-sur-Seine
- Greenville
- Hermsdorf
- Westerburg